# René Passet
René Passet é um economista francês especialista em desenvolvimento. É professor emérito da Sorbonne e foi o primeiro presidente do conselho científico da ATTAC. É colunista do Le Monde.

## Publicações
- Elogio da Globalização - por um Contestador Assumido, Record, 158 p., ISBN 8501065595
- A Ilusão Neoliberal, Record, 368 p., ISBN 8501061077